# Röttenbach (Schwäbische Rezat)
Der Röttenbach ist fast sieben Kilometer langer Bach im Landkreis Roth in Bayern, der nahe dem Siedlungsbereich des namengebenden Hauptorts der Gemeinde Röttenbach von rechts und Osten in die untere Schwäbische Rezat mündet.

## Geographie

### Verlauf
Der Röttenbach entsteht im Gebiet der Kleinstadt Heideck reichlich einen Kilometer nordöstlich des Dorfes Tautenwind auf etwa 399 m ü. NHN etwa 0,2 km südlich der Einzäunung des ehemaligen Bundeswehr-Munitionsdepots am Hügelrücken Rehgenick im Waldgewann Irlespan. Der Bach fließt etwa 200 Meter südwärts, quert dabei die Zufahrtstraße des Depots und wendet sich dann schnell auf künftig beständigen Lauf nach Westen.
Der Bach nimmt auf den ersten zwei Dritteln seines Weges durch sumpfiges Gelände etliche kurze Zuflüsse vor allem von links auf, die teilweise kleine Teiche entwässern oder durchlaufen. Nördlich von Tautenwind läuft er an der Grenze zwischen dem Moosholz im Norden und dem offenen Mossfeld im Süden entlang. Nachdem er auch noch das Gewann Tratt mit seinen Feldern im Süden von der bewaldeten Keidelsau im Norden getrennt hat, tritt er nach einem größeren Teich an seiner Seite in das letztgenannte Gewann ein, quert die Straße von Heideck-Altenheideck nach Georgensgmünd-Mauk im Norden und wechselt gleich danach aufs Gebiet der Gemeinde Röttenbach über.
Dort ist er teils von einer nur schmalen Wiesenaue im Wald begleitet, passiert einige kleine Teiche am Ufer, läuft am Röttenbacher Sportplatz vorbei und unterquert gleich danach die B 2. Danach lichtet sich die Umgebung zunächst rechtsseits, wo auch einige Teiche angrenzen. Der Bach tritt nun ins Weichbild von Röttenbach ein, passiert die Kirche St. Ulrich und durchläuft dann den Ortskern, wo er von der Rother Straße gekreuzt wird. Auch nach Verlassen des Pfarrdorfs begleiten linksseits über der nur wenig eingetieften Nachmulde neuere Ortsteile von Röttenbach und dann des zugehörigen Kirchdorfes Mühlstetten das Gewässer.
Unter den letzten liegen schon die Teiche der Röttinger Kläranlage, die der Bach nun ebenfalls passiert. Wenig danach mündet er auf etwa 352 m ü. NHN von rechts in die untere Schwäbische Rezat.
Der Röttenbach mündet nach etwa 6,8 km langem Lauf mit mittlerem Sohlgefälle von etwa 6,9 ‰ rund 47 Höhenmeter unterhalb seines Ursprungs nahe dem Munitionsdepot.

### Einzugsgebiet
Der Röttenbach hat ein etwa 12,7 km² großes Einzugsgebiet, das naturräumlich zu den Rother Sandplatten im Unterraum Nürnberger Becken mit Sandplatten des Mittelfränkischen Beckens gehört. Um den Lauf ist das Gebiet längstenteils sehr flach, seitlich ist es im Norden durch einen höchstens 420 m ü. NHN Hügelrücken begleitet, der wie der tiefere Teil des Gebietes im höheren Mittelkeuper (Sandsteinkeuper) liegt, während ein weiter entfernt im Süden begrenzender Hügelrücken über den Feuerletten/Knollenmergel (Trossingen-Formation) bis auf etwa 499 m ü. NHN in den Schwarzjura aufragt.
Das zentrale Gebiet der flachen Bachniederung dazwischen ist moorig und setzt sich nach Osten hin ins Einzugsgebiet des Schweinszuchtbachs fort, der über den Hardgraben in die Roth entwässert, einen Zufluss der Rednitz. Im Norden hinter der näheren und niedrigeren Hügelkette läuft der Maukbach etwa parallel westwärts und etwas unterhalb zur Schwäbischen Rezat, hinter der höheren und ferneren im Süden zieht im Südosten die Kleine Roth ostwärts zur Roth, im Südsüdwesten der Rote Graben westwärts wieder zur Schwäbischen Rezat nunmehr oberhalb der Röttenbach-Mündung, während im Südwesten sich das kleine Einzugsgebiet eines nur kurzen Rezat-Zuflusses dazwischenschiebt.
Der größere Teil des Einzugsgebietes ist bewaldet. Die Besiedlung beschränkt sich auf die Dörfer Tautenwind und Altenheideck von Heideck am Fuß des südlichen Hügelrückens, Röttenbach am Unterlauf und mündungsnah einen Siedlungsteil des dazu gehörigen Mühlstetten. Röttenbach im Westen hat den größeren Gebietsanteil, Heideck im Osten einen kleineren und zu Georgensgmünd gehören nur kleine Randzwickel im Norden.

### BayernAtlas („BA“)
Amtliche Online-Gewässerkarte mit passendem Ausschnitt und den hier benutzten Layern: Lauf und Einzugsgebiet des Röttenbachs

Allgemeiner Einstieg ohne Voreinstellungen und Layer: BayernAtlas der Bayerischen Staatsregierung (Hinweise)
1. 1 2 3 4  Höhe abgefragt auf dem Hintergrundlayer Amtliche Karte (Rechtsklick).
2. ↑  Länge abgemessen auf dem Hintergrundlayer Amtliche Karte.
3. ↑  Einzugsgebiet abgemessen auf dem Hintergrundlayer Amtliche Karte.
4. ↑  Geologie nach dem Layer Geologischen Karte 1:500.000.

### Sonstige
1. ↑  Franz Tichy: Geographische Landesaufnahme: Die naturräumlichen Einheiten auf Blatt 163 Nürnberg. Bundesanstalt für Landeskunde, Bad Godesberg 1973. → Online-Karte (PDF; 4,0 MB)